# Horornis seebohmi
Horornis seebohmi é uma espécie de ave da família Cettiidae.
Apenas pode ser encontrada nas Filipinas.